# Era (nome)
Era  è un nome proprio di persona italiano femminile.

## Varianti in altre ligue
- Catalano: Hera[4]
- Francese: Héra
- Greco antico: ‘Ηρα (Hera)[5][6][7]
- Greco moderno: Ήρα (Īra)
- Inglese: Hera[5][6]
- Islandese: Hera
- Latino: Hera
- Russo: Гера (Gera)
- Spagnolo: Hera[4]

## Origine e diffusione

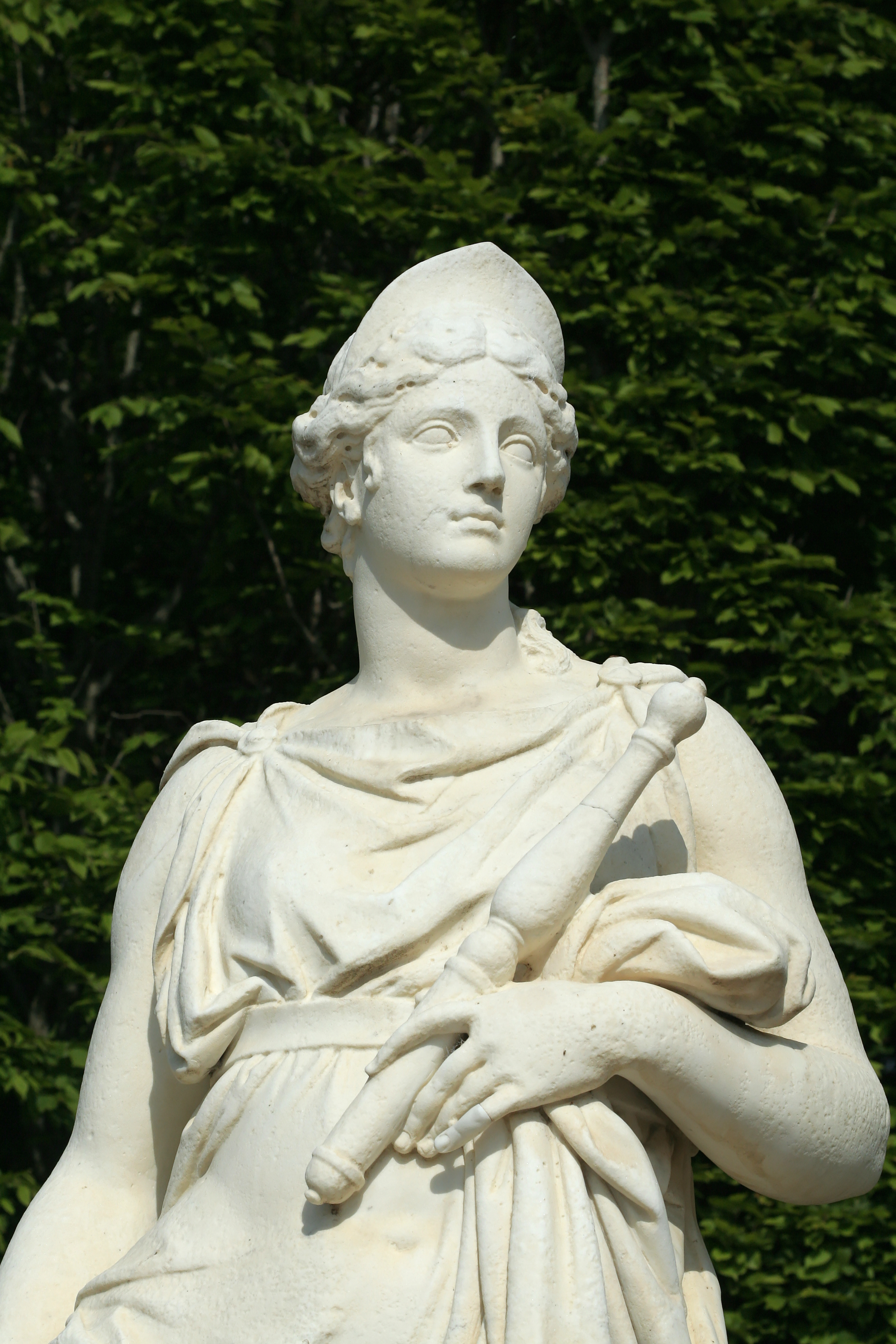
Statua di Era nel parco di Versailles

Si tratta di un nome di matrice classica, ripreso da quello di Era, la dea madre della religione greca, sorella e sposa di Zeus, identificata dai romani con Giunone e richiamata dal nome teoforico Eracle ed Eraclito.
Il suo nome è attestato nelle tavolette in lineare B dell'età del bronzo come e-'ra, e la sua etimologia è fortemente incerta (fatto non sorprendente per una divinità tanto antica): molte fonti lo accostano al termine greco ‘ηρως (heros, anticamente "difensore", "protettore", e poi "eroe", "guerriero"), quindi con il significato di "protettrice", oppure a svariati altri termini greci, ipotesi che però, secondo altri studiosi, non sarebbero convincenti.
In Italia è raro, disperso nel Nord e in Toscana.

## Onomastico
Il nome è adespota, cioè non è portato da alcuna santa. L'onomastico si può festeggiare in occasione di Ognissanti, che è il 1º novembre.

## Persone

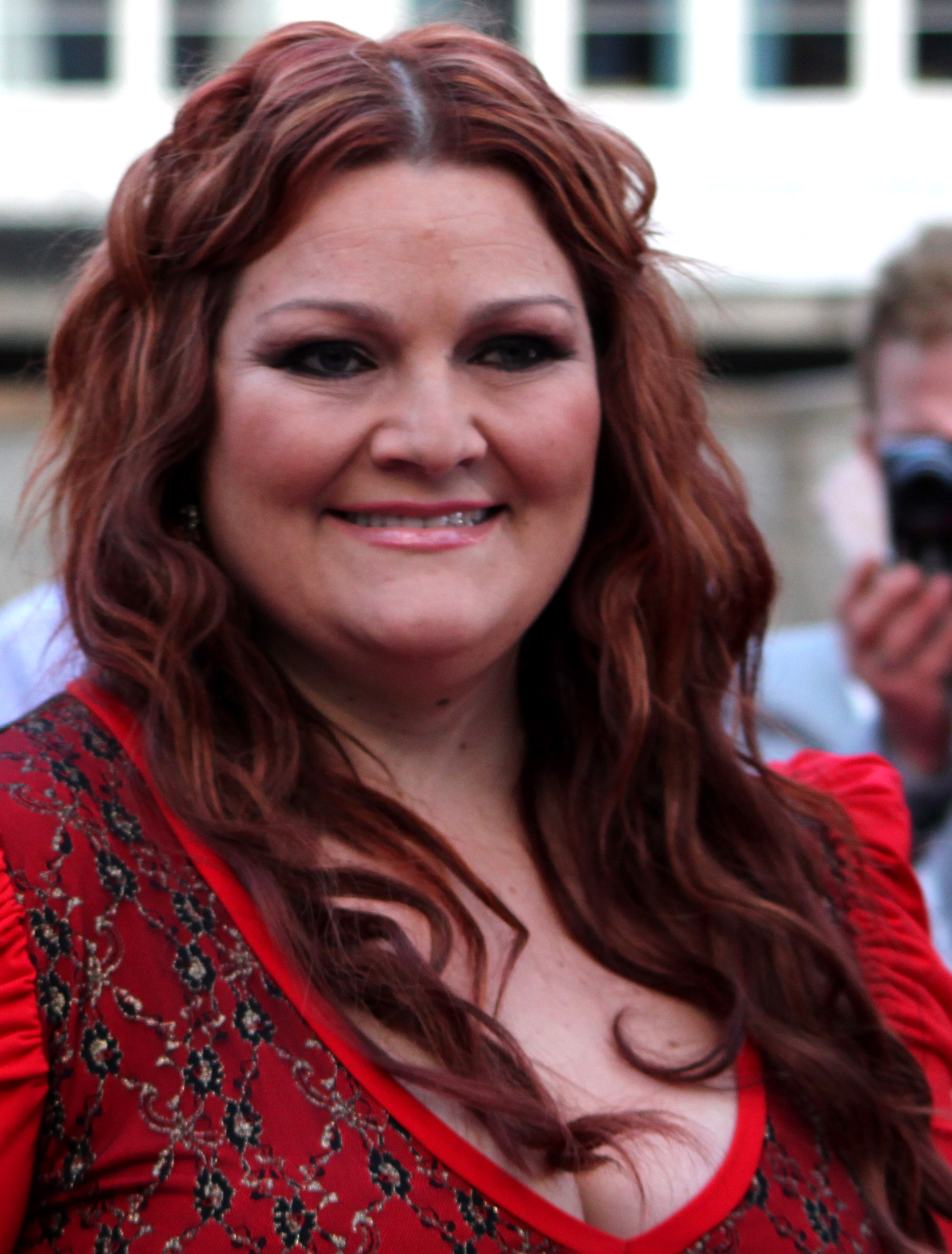
Hera Björk

- Era Istrefi, cantante kosovara

### Variante Hera
- Hera Björk, cantante islandese
- Hera Hilmar, attrice islandese
- Hera Hjartardóttir, musicista e cantante islandese